# Карельское (озеро, Пудожский район)
Каре́льское — пресноводное озеро на территории Красноборского сельского поселения Пудожского района Республики Карелии.
Объём воды — 0,0007 км³. Площадь поверхности — 0,61 км². Площадь водосборного бассейна — 7,9 км².
Принадлежит к бассейну Балтийского моря. Расположено на водосборе реки Чёрной, впадающей в Онежское озеро.
Приток осуществляется из прилегающих болот. Сток через ручей в реку Виксенда.
Средняя амплитуда колебания уровня составляет 1,2 м.
Рыба: щука, плотва, окунь, налим, ёрш.